# ستيف سميث (ممثل)
ستيف سميث (بالفرنسية: Steve Smith)‏
```
(و. 
1945  
م
) هو 
ممثل
، 
وكاتب سيناريو
 كندي، ولد في 
تورونتو
.
[
1
]
[
2
]
```

## التعليم
تعلم في جامعة واترلو.

## جوائز
حصل على جوائز منها:
- جائزة إيرل غراي  [لغات أخرى]‏ (2005)
- نيشان كندا من رتبة عضو.

## وصلات خارجية
- ستيف سميث على موقع IMDb (الإنجليزية)
- ستيف سميث على موقع ألو سيني (الفرنسية)
- ستيف سميث على موقع ميوزك برينز (الإنجليزية)
- ستيف سميث على موقع أول موفي (الإنجليزية)
- ستيف سميث على موقع قاعدة بيانات الفيلم (الإنجليزية)